# イソノキ属
イソノキ属（イソノキぞく、学名：Frangula Mill. (1754)）は、クロウメモドキ科の属の一つ。

## 特徴
ふつう落葉の低木または高木。長枝の先が刺にならない。冬芽が鱗片を欠く裸芽であり、芽は毛で覆われる。葉は単葉で、ふつう互生し、まれに対生し、まれに短枝に束生する。葉身に腺点はない。葉脈は羽状脈で、側脈はほぼ直線で平行する。花序は腋生し、散形花序または束生してつき、または花が単生する。花梗と花柄は果時に肉質でない。花は両性。萼筒（花托）は杯形で、幅1-3mm、ふつう萼片基部の最下部で横に裂けるか、まれにそうでない場合がある。萼裂片は5個まれに4個あり、ふつう直立し、ときに広がり、帯黄色から緑色または白色、卵状三角形、肉質で、内面に隆起線がある。花弁はふつう5個まれに4個あり、帯黄色、僧帽状、広倒卵形から倒心形で、基部は爪になる。雄蕊はふつう5個まれに4個。子房は上位で、2-3室あり、花柱は1個ある。果実は核果となり、2-3個、ときに4個の小核があり、裂開しないが、基部が開く。種子は倒卵形からレンズ形、小核の開口部から軟骨質の嘴が突き出しており、背面に溝はない。

## 分類
イソノキ Frangula crenata を含む本属を同科のクロウメモドキ属 Rhamnus に含める見解があるが、本属は、花が両性で5数性を基本とすること、冬芽が鱗片を欠く裸芽であること、子葉の発芽が地中性であることが異なり、本稿では別属として扱う。

## 分布
世界に約50種ある。北アメリカ、メキシコ、西インド諸島、中央アメリカ、南アメリカ、ヨーロッパ、東アジア、北アフリカに分布する。

## 名前の由来
属名 Frangula は、古いラテン語名で frango の「破る」「こわれる」に由来し、枝がもろいことによる。

## 種

### 日本に分布する種
- イソノキ Frangula crenata (Siebold et Zucc.) Miq. [7] - 落葉低木で、高さ3-4m。葉は互生し、長さ6-12cm、幅2.5-3.5cm、低い鋸歯があり、葉の側脈は6-10対ある。花期は6-7月。花は両性、小型で黄緑色、5数性。萼片は鐘形、花弁と雄蕊は萼片より低い。果実は径6mmになり、紅色から紫黒色に熟す。本州、四国、九州に分布し、湿地に生育する。朝鮮半島、中国大陸にも分布する[2]。

### 上記以外の主な種
- Frangula alnus Mill. - ヨーロッパ、アフリカ北部、温帯アジアに分布[8]。
- Frangula betulifolia (Greene) Grubov - 北アメリカに分布[9]。
- Frangula californica (Eschsch.) A.Gray - 北アメリカ西部に分布[10]。
- Frangula caroliniana (Walter) A.Gray - 北アメリカ中部、東部に分布[11]。
- Frangula purshiana (DC.) A.Gray ex J.G.Cooper - 北アメリカ西部に分布[12]。
- Frangula rubra (Greene) Grubov - 北アメリカ西部に分布[13]。